# ایگور میلانوویچ
ایگور میلانوویچ (سیریلیک صربی: Игор Милановић؛ زادهٔ ۱۸ دسامبر ۱۹۶۵) بازیکن واترپلو اهل یوگسلاوی بود.
وی در مسابقات کشوری و بین‌المللی در مجموع برندهٔ ۷ مدال طلا، ۵ مدال نقره، ۱ مدال برنز شده‌است.